# Federico Errázuriz Zañartu
Federico Errázuriz Zañartu (Santiago, 25 april 1825 – aldaar, 20 juli 1877) was een Chileens staatsman. Hij was van 18 september 1871 tot 18 september 1876 de 8ste president van Chili. Hij was de eerste president die geboren was na de onafhankelijkheid van het land.

## Biografie

### Familie
Hij was de zoon van senator Francisco Javier Errázuriz Aldunate (1773-1845), ondertekenaar van de grondwet van 1833, en diens tweede vrouw Josefa Zañartu Manso de Velasco (ca. 1795-1828). Als lid van het geslacht Errázuriz behoorde Federico tot een van de voornaamste families van Chili.
Federico had twee halfbroers (uit het derde huwelijk van zijn vader) die een voorname rol speelden in Chileense samenleving. Halfbroer Maximiano Errázuriz Valdivieso (1832-1890) was politicus en een van de rijkste mannen van Chili. De andere halfbroer, Crescente Errázuriz Valdivieso (1839-1931), was aartsbisschop van Santiago.

### Opleiding
Hij bezocht het aanvankelijk het priesterseminarie in Santiago, maar besloot in 1844 om rechten te gaan studeren aan de Universiteit van Chili. In 1846 behaalde hij een graad in de rechten.

### Huwelijk en nakomelingen
In 1848 trouwde hij met García-Huidobro Eulogia Echaurren (1830-1887) bij wie hij twee zoons en een dochter kreeg. Zijn oudste zoon, Federico (1850-1901), was van 1896 tot 1901 president van Chili; zijn jongste zoon, Ladislao (1856-1897), was lid van de Kamer van Afgevaardigden (1888-†) en zijn dochter Maria (1861-1922) was getrouwd met Germán Riesco (1854-1916), president van Chili van 1901 tot 1906.

### Politieke carrière
Hij was een van de oprichters van de liberale Club de la Reforma (1849) en werd voor de liberalen in de Kamer van Afgevaardigden gekozen. Vanwege zijn aandeel aan een opstand tegen de regering werd hij naar Peru verbannen (1850). Na zijn terugkeer in Chili ontwikkelde hij zich tot fel tegenstander van president Manuel Montt en werd na de mislukte revolutiepoging van 1851 gearresteerd en berecht. Tijdens de rechtszaak tegen hem werd hij echter vrijgesproken bij gebrek aan bewijs.
In 1855 werd hij opnieuw in de Kamer van Afgevaardigden gekozen en in november 1857 nam hij deel aan de oprichting van de Partido Liberal (Liberale Partij). In 1858 verloor hij zijn parlementszetel en wijdde daarna zijn aandacht aan zijn uitgebreide landerijen. Daarnaast was hij actief binnen de vereniging voor volksonderwijs en lid van de raad van bestuur van de nationale bank. In 1860 werd hij benoemd tot gouverneur van de provincie Santiago en voerde in die functie belangrijke hervormingen door. President José Joaquín Pérez benoemde hem in 1862 tot minister van Justitie, Eredienst en Openbaar Onderwijs. Tijdens de oorlog om de Chincha eilanden was hij minister van Oorlog en Marine (1865). Vanaf 1867 was hij wederom lid van de Kamer van Afgevaardigden.

### Presidentschap
Vanwege zijn aandeel binnen de regering werd in 1871 door de regerende Fusión Liberal-Conservadora (Liberaal-Conservatieve Fusie) – het samenwerkingsverband van liberalen en conservatieven - aangewezen als presidentskandidaat. Bij de verkiezingen van 15 juni van dat jaar nam hij het op tegen José Tomás de Urmeneta, de kandidaat van de linkse liberalen en de nationalen. Hij won met 226 tegen 58 stemmen van zijn rivaal.

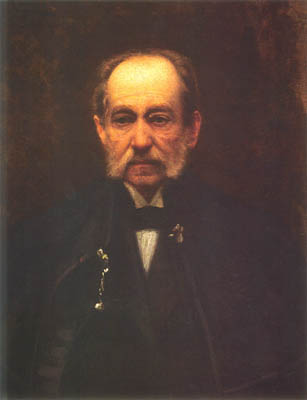
Abdón Cifuentes was van 1871 tot 1873 minister van Onderwijs. Hij legde zijn ministerschap neer tijdens het conflict tussen de president en de conservatieven over het particuliere (dat wil zeggen katholieke) onderwijs.

Tijdens zijn presidentschap breidde hij het spoorwegnet verder uit en moderniseerde de hoofdstad Santiago. Ook het strafrecht – dat gebaseerd was op het oude koloniale strafrecht – werd gemoderniseerd.
Errázuriz was een behoudend man die het op veel punten eens was met de conservatieve partij. Op één punt week hij echter sterk af van zijn coalitiegenoten: hij was een voorstander van openbaar onderwijs en het terugdringen van de wereldlijke macht van de Rooms-Katholieke Kerk. In 1873 bereikte het conflict met de president een hoogtepunt, toen de conservatieven de samenwerking met de liberalen opzegden. Vanaf dat moment werd een aantal seculiere maatregelen doorgevoerd, zoals het burgerlijk huwelijk, openbare begraafplaatsen en het openbaar onderwijs. Deze maatregelen leidden tot pesterijen van kerkelijke en wereldlijke autoriteiten over en weer. Na verloop van tijd keerde de rust echter weder.
Na zijn breuk met de conservatieven zocht Errázuriz de steun van de radicalen in het parlement. De antiklerikale radicalen waren maar wat graag bereid om mee te werken aan de doorvoering van de seculiere wetgeving.

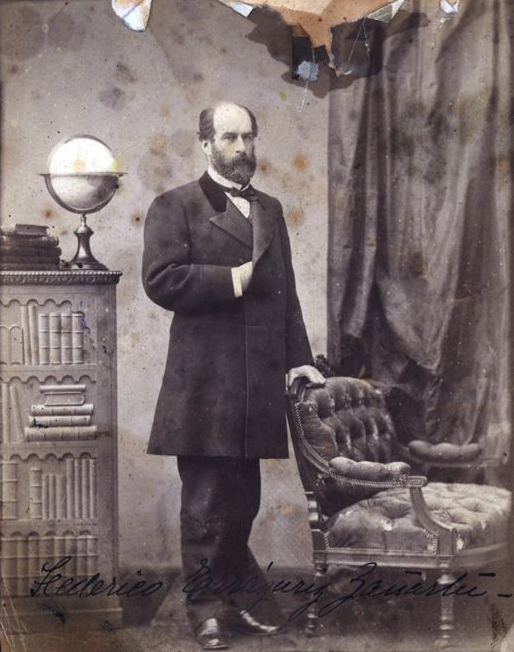
Foto van president Errázuriz

Ondanks het seculiere beleid van de president, kan men Errázuriz niet beschouwen als een tegenstander van de katholieke Kerk. Vanwege zijn conservatieve opvattingen – qua denkbeelden week hij niet zoveel af van de meeste conservatieve politici van zijn tijd – kan hij ook niet doorgaan voor de gemiddelde Zuid-Amerikaanse antiklerikaal, die over het algemeen tot het progressieve kamp worden gerekend. Errázuriz was er gewoon van overtuigd dat de staat het recht had de kerk te controleren (het zgn. patronagerecht).
Door een grondwetswijziging werd de macht van de president sterk uitgebreid. De president kon van nu af aan bepaalde burgerlijke vrijheden opschorten en de staat van beleg afkondigen wanneer hem dat goeddunkte.

### Samenstelling kabinetten
| Ministerie (Presidentschap van Federico Errázuriz Zañartu) | Naam/Periode |
| ---------------------------------------------------------- | --- |
| Binnenlandse Zaken                                         | Eulogio Altamirano Aracena (1871-1876) |
| Buitenlandse Zaken                                         | Adolfo Ibáñez Gutiérrez (1871-1876) Enrique Cood Ross (1875) José Alfonso Cavada (1875-1878) |
| Financiën                                                  | Camilo Cobo Gutiérrez (1871-1872) Ramón Barros Luco (1872-1876) |
| Oorlog en Marine                                           | Eulogio Altamirano (1871) Aníbal Pinto Garmendia (1871-1875) Ramón Barros Luco (1875) Ignacio Zenteno (1875) Mariano Sánchez Fontecilla (1875) Eulogio Altamirano (1875) Ignacio Zenteno (1875-1876) |
| Justitie, Eredienst en Openbaar Onderwijs                  | Abdón Cifuentes Espinosa (1871-1873) José María Barceló (1873-1876) Miguel Luis Amunátegui Aldunate (1876-1878)                                                                                      |

### Overlijden
In 1876 werd hij als president opgevolgd door Aníbal Pinto. Om Pinto's verkiezing te verzekeren zorgde de regering ervoor dat zijn tegenstander, Benjamín Vicuña Mackenna, zich uit de race voor het presidentschap terugtrok.
Errázuriz overleed kort na zijn presidentschap, op 20 juli 1877 in Santiago.